# De Mars
De Mars est une localité des Pays-Bas appartenant à la commune de Buren, à environ 8 km au sud de Veenendaal.
Les terres de De Mars était à l'origine située au nord du Rhin et appartenait alors à Rhenen, qui appartenait au Sticht Utrecht. À la fin du Moyen Âge, le Rhin en aval d'Opheusden détourna son cours vers le nord et vint s'étendre entre Rhenen et De Mars. L'ancien bras s'appelle depuis Oude Rijn. Une digue a été construite le long de la nouvelle ligne du Rhin, le Marsdijk, qui se connectait au Betuwse Rijnbandijk à l'est à Spees et à l'ouest à Verhuizen. Un relais de ferry (Veerhuis) était située sur cette digue pour la connexion du bac entre Lienden et Rhenen.
Dès la fin du Moyen Âge, De Mars était une haute seigneurie détenue conjointement par le Sticht Utrecht et le duché de Gueldre. Au sud-est, il bordait la seigneurie de Lede et Oudewaard, séparé par le Leigraaf. À l'ouest et au sud-ouest, De Mars bordait la seigneurie de Lienden.
Il y a un moulin à vent à De Mars, De Marsch. Au XIVe siècle, le château de Tollenburg s'y élevait également.